# Wharton (Texas)
Wharton település az Amerikai Egyesült Államok Texas államában, Wharton megyében, melynek megyeszékhelye is. Lakosainak száma 8627 fő (2020. április 1.).

## Népesség
A település népességének változása:

| 2010 | 8 832 |
| 2020 | 8 627 |